# Banda sinfónica de Colmenar Viejo
La Banda Sinfónica de Colmenar Viejo fue fundada en 1987 bajo el nombre de Asociación Cultural Banda de Música de Colmenar Viejo (Madrid, España). Quince años después, cuando se incorporó por primera vez un instrumento de cuerda a la misma, su nombre pasó automáticamente a llamarse Banda Sinfónica de Colmenar Viejo. 
Actualmente, consta de un total de 70 músicos y más de 100 alumnos estudiando en sus actividades, la cual consta de más de quince profesores, de la Joven Sinfónica, la Banda Infantil y la ColmeJazz Big Band para el aprendizaje de la música en conjunto. 

## Banda Sinfónica

### Historia

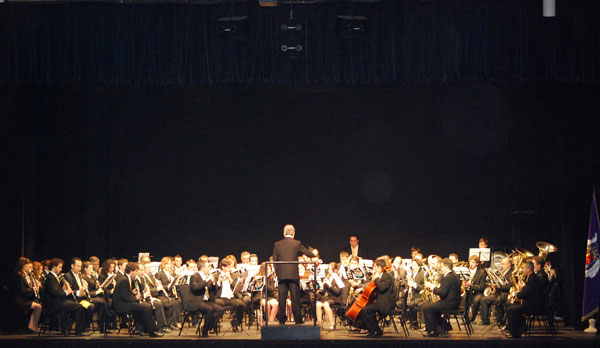
Banda Sinfónica de Colmenar Viejo.

La Banda de Música de Colmenar Viejo es una entidad que nació en el año 1987, una asociación cultural que tiene entre sus objetivos una doble función: formativa y de difusión musical.
A lo largo de los años, ha realizado más de 500 actuaciones y conciertos, participando en diversos certámenes y manifestaciones culturales: musicales, religiosas, taurinas, etc. Realizando también grabaciones para radio y TV. Todo ello es posible a una mejora constante de la calidad interpretativa y un repertorio amplio y diverso que abarca todo tipo de música: clásica, moderna y popular.
Esta agrupación está compuesta por unos 120 miembros que participan en las actividades propias de la banda de manera estable, alumnos en su iniciación a la música y a su futura participación en la banda y músicos que participan en los conciertos y demás actividades culturales de la banda. 
Los integrantes son estudiantes o trabajadores de edades diversas, comprendidas entre los 6 años y la edad madura, los cuales no reciben ninguna remuneración por sus actuaciones en la banda. Algunos de ellos cursan estudios oficiales en conservatorios, otros han llegado ya a ser músicos profesionales y otros son, simplemente y por ello no menos importante, aficionados a la música. A todos ellos les une el querer disfrutar haciendo música en grupo y el hacer de vehículos de difusión de la misma.
Dado el carácter no lucrativo de esta asociación y no contando con ayuda de ninguna clase en los últimos años (su funcionamiento actual se sufraga con las cuotas de los socios y algunas cantidades que se perciben por participar en algunos actos culturales), sin que ello haya hecho que disminuyan las actividades en las que la banda participa y este dispuesta a participar, la obtención de una subvención para la adquisición de algunos nuevos instrumentos y reparación de otros, así como la grabación de un CD, consolidaría y mejoraría las actividades culturales de la banda incrementando la realización de más actividades musicales de carácter cultural en el entorno de la Sierra Norte de Madrid. 
Desde la creación de la asociación, en el año 1987, los diferentes directores que han pasado por esta banda son: D. José Torres, D. José Susi, D. Luis de la Rosa, D. José Guillén, D. Miguel Ibáñez y D. Miguel Ángel Grau. Además de estas personas que hicieron la labor de profesor dentro de la Academia de nuestra banda, se ha contado con la participación dentro del profesorado de D. Pedro Garbajosa (viento madera) y D. Manuel Hidalgo (trompeta).
Dentro de las actuaciones de la Banda Sinfónica, cabe destacar las siguientes:
- Festival Internacional de Bandas de Arrentela (Lisboa, Portugal) en 2003,
- Festival de la Vendimia en Suresnes y el Desfile del programa Magic Music Days de EuroDisney (París, Francia) en 2006.
- Concierto por el 502 Aniversario del Privilegio de Villazgo de Colmenar Viejo interpretando Carmina Burana con la Coral de Colmenar Viejo
- Concierto por el 503 Aniversario del Privilegio de Villazgo de Colmenar Viejo interpretando el Réquiem de Mozart con la Coral de Colmenar Viejo.[2]
- Concierto por el 25 Aniversario de la Banda Sinfónica de Colmenar Viejo junto a la Banda de Alcalá de Henares y la Banda Lira de Pozuelo de Alarcón y la Coral de Colmenar Viejo, Coro de Profesores del IES 'Rosa Chacel', Coro de la Escuela de Colmenar Viejo y las Chicas de Galapagar interpretando la Obertura 1812 de P. I. Chaikovski

### Director - Francisco Juan Rodríguez
Francisco Juan Rodríguez es Segundo Jefe Director de la Unidad de Música de la Guardia Real y miembro del cuarteto de trombones 2i2quartet.
Nace en Castalla (Alicante) dónde inicia sus estudios musicales en la Agrupación Musical Sta. Cecilia.
Continúa sus estudios con el trombón: en el Conservatorio Profesional de Alicante, en la Academia Internacional de Metales “Spanish Brass”, en el RCSM (Real Conservatorio Superior de Música) de Madrid, donde obtiene su diploma con matrícula de honor, en la “Universität Mozarteum” de Salzburgo, en el Conservatorio Superior de Música de Aragón ; y en la dirección en l ́Escola de Música de la Vall d ́Albaida y con Miguel Romea.
Fue galardonado como solista en el III Concurso de Albuixec (Valencia), V Concurso Nacional de Xàtiva (Valencia) y en el XIII Concurso de Jóvenes Intérpretes de Villena (Alicante).
Ha sido miembro de la OEMUC (Orquestra de les Escoles de Música de Catalunya), de la Banda de la FSMCV (Federació de Societats Musicals de la Comunitat Valenciana) de la JOGV (Jove Orquestra de la Generalitat Valenciana), de la JOCMA (Joven Orquesta de la Comunidad de Madrid), de la Academia de Música Contemporánea del CDMC (Centro de Difusión de la Música Contemporánea), de la Orchesterakademie del Stiftung Schleswig-Holstein Musik Festival y de la ORTVE (Orquesta de Radio Televisión Española) en las temporadas del 2006 al 2009.
Ha colaborado con el Grupo Modus Novus, JONDE (Joven Orquesta Nacional de España), Real Filarmonía de Galicia, ORTVE (Orquesta de Radio Televisión Española), Orquesta Sinfónica de Madrid, Ensemble Stringplus, Universität Mozarteum Salzburg Orchester, Bayesrische Kammerphilharmonie, Junge Philharmonie Salzburg, Orquesta Santa Cecilia, Orquesta Andrés Segovia, ONE (Orquesta Nacional de España), Orquesta Filarmonía, ORCAM (Orquesta de la Comunidad de Madrid)…
En marzo del 2003 interpreta como solista el Concierto para Trombón y Banda de N. Rimski-Kórsakov, con la Banda Sinfónica del Real Conservatorio Superior de Música de Madrid, bajo la dirección del maestro Miguel Moreno Guna en el auditorio de Las Rozas de Madrid.
Es miembro fundador del cuarteto de trombones 2i2quartet galardonado en el Concurso Permanente de Jóvenes Intérpretes de Juventudes Musicales de España (2001) y con el que ejerce una continua actividad concertística, destacando la participación en diversas ediciones del International Trombone Festival, su gira por Latinoamérica y sus actuaciones en el Festival Internacional de Segovia, Festival Porta Ferrada, SBALZ, FESMON, Círculo de Bellas Artes de Madrid, auditorio Manuel de Falla de Granada, centro cultural Conde Duque (Madrid), el Palau de la Música de Valencia o Auditorio Nacional. Además, en 2004 interpretan con la Joven Orquesta de la Generalitat Valenciana el estreno nacional del Concertino para Cuarteto de Trombones y Orquesta de Cuerdas de Jan Koetsier bajo la dirección del maestro Manuel Galduf, y en 2015 estrenan en el Auditorio Nacional de Madrid la nueva revisión de Oracles, obra de Francisco Zacarés para cuarteto de trombones y banda, junto a la banda sinfónica municipal de Madrid y bajo la dirección de Rafael Sanz. Aparte de su labor interpretativa, 2i2quartet realiza un curso anualmente desde el año 2001, invitando a profesores de renombre e incluyendo un festival de conciertos. En 2006 fusionaron su curso con el organizado por el trombonista Francisco Soler y crearon así las “Jornadas Trombonísticas” que cada mes de julio se celebran en Biar (Alicante). Además cuentan con tres trabajos discográficos: Memòries (2007), 2i2 versos (2010) y 15 AÑOS (2015); y con el apoyo de Stomvi, tocando trombones modelo Titán.
También ha sido miembro de Capital Brass Quintet, Trobada, Bur-Bone y Burgos Brass. En 2007, fue jurado en el Concurso de Jóvenes Intérpretes de Villena (Alicante). En 2009 gana por oposición la plaza de sargento músico y en 2016 la de Oficial Instrumentista siendo el primero en obtener esta plaza desde que la ley de la Carrera Militar de 2007 hiciera la distinción entre oficiales directores y oficiales instrumentistas.
En el campo de la dirección ha sido titular de la Banda Jove de la agrupación musical Santa Cecilia de Castalla, de la banda de la escuela municipal de música de Briviesca y de la MiniBanda de la Unión Musical de Lerma.

### Composición
Actualmente la Banda Sinfónica de Colmenar Viejo está compuesta por:
- 2 Banderínes
- 4 Flautas
- 1 Flautín
- 2 Oboes
- 20 Clarinetes
- 2 Clarinete bajo
- 1 Saxofón soprano
- 5 Saxofón altos
- 6 Saxofón tenores
- 2 Saxofón barítono
- 3 Trompas
- 2 Fliscornos
- 9 Trompetas
- 5 Trombones
- 2 Bombardinos
- 2 Fagot
- 3 Violoncellos
- 2 Tubas
- 5 Percusionistas

### Actuaciones Principales
La Banda Sinfónica de Colmenar Viejo, junto al Excmo. Ayuntamiento de Colmenar Viejo, organiza numerosos actos culturales en el municipio, de las que cabe destacar las siguientes:
- Festival de Bandas "Maestro José Guillén", asisten dos bandas invitadas, la primera de la Comunidad de Madrid y la segunda de algún punto de la geografía española (último sábado de marzo). (Ver vídeos de la Divina Comedia en Enlaces externos). La primera edición de este festival se realizó el año 2004.
- Conciertos en las Plazuelas, se hacen 5 conciertos en diferentes plazas o parques del municipio. (durante los meses de mayo y junio). Este ciclo de conciertos se realiza desde el año 2002.
- Concurso de Jóvenes Intérpretes de Colmenar Viejo (mes de mayo) destinado a Jóvenes de Colmenar Viejo para los niveles de Grado Elemental y Medio y para Jóvenes de la Comunidad de Madrid para el Grado Superior. La edad máxima para poder participar en el concurso es de 25 años. El I Concurso de Jóvenes Intérpretes de Colmenar Viejo se realizó el año 2007.
- Concierto en Conmemoración de la Constitución Española (principios de diciembre), concierto anual realizado en el auditorio de Colmenar Viejo para conmemorar el Aniversario de la Constitución Española de 1978. Estos conciertos se vienen realizando desde el año 2004.
- Grabación del Himno de la Agrupación Deportiva de Colmenar Viejo junto a la Coral de Colmenar Viejo. La música de dicho himno ha sido compuesta por Miguel Ángel Grau Sapiña y la letra por D. Alberto Pacheco, delegado del primer equipo de dicha Agrupación.
- Grabación del Requiem de W. A. Mozart junto a la Coral de Colmenar Viejo en el concierto por el 503 Aniversario del Privilegio de Villazgo de Colmenar Viejo el 23 de noviembre de 2007 bajo la batuta de D. Miguel Ángel Grau Sapiña.
- Conciertos Didácticos con la colaboración de D. Fernando Palacios en el auditorio Villa de Colmenar de Colmenar Viejo. 
  - Año 2010: Peer Gynt de E. Grieg
  - Año 2011: Hary Janos de Z. Kodaly
  - Año 2012: El día que se marcharon las abejas, texto de Carlos Santos bajo música de Miguel Ángel Grau
  - Año 2013: Pedro y el Lobo de Serguéi Prokófiev
  - Año 2014: Un americano en París de George Gershwin
  - Año 2015: Las Baquetas de Javier de Fernando Palacios, con Nacho Martínez como solista de percusión.
  - Año 2016: Peer Gynt de E. Grieg
  - Año 2017: La mota de polvo de Fernando Palacios, con Alberto Raya como solista de clarinete.
  - Año 2018: Un Americano en París de George Gershwin bajo la batuta de Kiko Juan.
  - Año 2019: Historia de la Música Clásica, bajo la batuta de Kiko Juan.

Además de organizar estas actuaciones, la Banda tiene una gran participación en la cultura musical de Colmenar Viejo.

### XXV Aniversario
Durante el año 2012, la Banda Sinfónica de Colmenar Viejo ha realizado numerosos actos para celebrar su XXV Aniversario. Durante el primer semestre del año, cada mes se ha realizado un concierto a cargo de las diferentes secciones de la Banda en la Casa de la Juventud:
- 13 de enero; concierto inaugural de los actos por el XXV Aniversario de la Banda a cargo de la Joven Sinfónica dirigido por el Maestro Miguel Ángel Grau
- 10 de febrero; concierto a cargo del grupo de saxofones dirigido por los profesores Rafael Sanz y Marcos Sánchez
- 9 de marzo; concierto de los profesores de la Escuela de la Banda Sinfónica
- 13 de abril; concierto del grupo de metales, bajo la batuta de los profesores Pablo Heras, Ricardo Canet e Ignacio Martínez
- 11 de mayo; concierto de la sección de viento madera (flautas, oboes y clarinetes) dirigidos por los profesores Álvaro Represa, Alberto Raya, Miguel Angel Grau y Enrique Marí
- 8 de junio; concierto de los alumnos de Música y Movimiento de la profesora María Morral y de los violonchelos dirigidos por Sara Morgado.

Cabe destacar aparte, el concierto realizado en la plaza del Pueblo de Colmenar Viejo en el que interpretaron junto a la Banda Sinfónica de Colmenar Viejo, músicos de las Bandas de Alcalá de Henares y de La Lira de Pozuelo de Alarcón y una Gran Coral formada por la Coral de Colmenar Viejo, Coro de la Escuela de Música de Colmenar Viejo, Coro de Profesores del Instituto Rosa Chacel de Colmenar Viejo y Las Chicas de Galapagar en la que se interpretó la Obertura 1812 de P. I. Chaikovski.

### Festival de Bandas"Maestro José Guillén"
La Asociación Cultural Banda de Música de Colmenar Viejo, en colaboración con el Excmo. Ayuntamiento de Colmenar Viejo quisieron fomentar la música y la cooperación entre Bandas. Así, en 2004, nació el Festival de Bandas de Colmenar Viejo. Éste consiste en un encuentro entre la Banda Sinfónica de Colmenar Viejo junto a otras bandas invitadas. En su tercera edición, como homenaje al que fue profesor de viento metal y director de la Banda Sinfónica entre los años 1996 y 2000, se nombró el Festival como "Maestro José Guillén".
Las bandas que han participado son:
|                                                                              | Fecha               | Bandas participantes                                      | Bandas participantes                                                        |
| ---------------------------------------------------------------------------- | ------------------- | --------------------------------------------------------- | --------------------------------------------------------------------------- |
| I                                                                            | 27 - marzo - 2004   | Banda "Inseparable" de Pozuelo de Alarcón (Madrid)        | Banda de Meco (Madrid)                                                      |
| II                                                                           | 16 - abril - 2005   | Banda municipal de San Sebastián de los Reyes (Madrid)    | Lira de Alfarp (Valencia)                                                   |
| III                                                                          | 25 - marzo - 2006   | Banda del Real Conservatorio Superior de Música de Madrid | Sociedad Musical «La Paz» de Siete Aguas (Valencia)                         |
| IV                                                                           | 24 - marzo - 2007   | Banda de la Lira de Pozuelo de Alarcón (Madrid)           | Banda municipal de música de Betanzos (La Coruña)                           |
| V                                                                            | 29 - marzo - 2008   | Banda Complutense de Alcalá de Henares (Madrid)           | Unió Musical de Simat de la Valldigna (Valencia)                            |
| VI                                                                           | 28 - marzo - 2009   | Banda Sinfónica «Damián Sánchez» de Alcobendas (Madrid)   | Banda Sinf. de la EMM «Pablo Casals» de Leganés (Madrid)                    |
| VII                                                                          | 27 - marzo - 2010   | Banda de Getafe (Madrid)                                  | Banda municipal de Alcázar de San Juan (Ciudad Real)                        |
| VIII                                                                         | 26 - marzo - 2011   | Banda del Conservatorio Teresa Berganza (Madrid)          | A. M. C. Julián Sánchez-Maroto de Manzanares (Ciudad Real)                  |
| IX                                                                           | 24 - marzo - 2012   | Banda Sinf. «Damian Sánchez» de Alcobendas (Madrid)       |                                                                             |
| X                                                                            | 23 - marzo - 2013   | Banda municipal de Las Rozas (Madrid)                     | Banda de Música de San Adrián (Navarra)                                     |
| XI                                                                           | 29 - marzo - 2014   | Banda Complutense de Alcalá de Henares (Madrid)           | Agrupación ‘La Muela’ de Corral de Almaguer (Toledo)                        |
| XII                                                                          | 28 - marzo - 2015   | Banda municipal de Miguel Esteban (Toledo)                | Neuqua Valley Festival Concert Band (Illinois, EE. UU.)                     |
| XIII                                                                         | 20 - febrero - 2016 | Banda municipal de Morata de Tajuña (Madrid)              | Orchestre Intercommunal d’Harmonie d’Hendaye et Saint-Jean de Luz (Francia) |
| XIV                                                                          | 18 - febrero - 2017 | Banda Villa de Algete (Madrid)                            | Banda Villa de Madrid (Madrid)                                              |
| XV                                                                           | 7 - abril - 2018    | Banda Villa de Navalcarnero (Madrid)                      |                                                                             |
| XVI                                                                          | 16 - marzo - 2019   | Banda de Argamasilla de Alba (Ciudad Real)                | Banda municipal de San Sebastián de los Reyes (Madrid)                      |
| Debido a la pandemia del COVID19 no se pudo celebrar el festival en el 2020. |                     |                                                           |                                                                             |
| XVII                                                                         | 20 - marzo - 2021   | Joven Sinfónica de Colmenar Viejo                         | ColmeJazz BigBand                                                           |

## Actividades formativas musicales
La Banda Sinfónica de Colmenar Viejo tiene su propia academia cuyo objetivo es formar músicos para la Banda Sinfónica. 
Actualmente, en las Actividades Formativas de la Asociación hay más de 15 profesores impartiendo clases de música y movimiento, solfeo, instrumentos de viento (flauta, oboe, clarinete, saxofón, trompeta, trompa, trombón, bombardino y tuba), percusión y cuerda (violonchelo) y reciben clases más de 150 alumnos. 
Durante el periodo de aprendizaje del instrumento, los alumnos que ya manejan el instrumento son incorporados a la Joven Sinfónica de la Banda para el aprendizaje de la música en conjunto, lectura e interpretación de partituras bajo la dirección de un director y, sobre todo, disfrutar de la música con personas de su mismo nivel musical.
Desde el curso 2017-2018, se creó la Banda Infantil destinada a todos los alumnos de las Actividades Formativas que estudien un instrumento y que sean menores de 12 años.

## Joven Sinfónica
En el curso 2004 - 2005, se creó un grupo musical con la intención de iniciar a los chicos que comienzan sus estudios de solfeo e interpretación musical en la música en conjunto, para más tarde facilitar su ingreso en la Banda Sinfónica. A este grupo se le llamaba con el cariñoso nombre de Chiqui-Banda. En el año 2006, se decidió buscar una denominación más formal a través de un concurso de ideas entre los miembros de la misma. El jurado del concurso decidió como más expresivo y bonito nombre el término JOVEN SINFONICA.
En un principio componían la Joven Sinfónica jóvenes estudiantes (con edades entre los nueve y los dieciocho años) de diversos instrumentos musicales: flautas, oboes, clarinetes, saxofones, trompetas, trompas, trombones, fagots y percusionistas. A partir del curso 2007 - 2008, se decidió ampliar el significado Joven no sólo al ámbito físico de la edad, sino también al formativo en cuanto al instrumento se refiere, por lo que toda persona que estudia en la Escuela de la Banda va a pasar a formar parte de esta agrupación cuyo objetivo es el aprendizaje de la música en conjunto bajo la dirección de un director a la vez que van fomentando sus estudios instrumentales.
Actualmente, más de cuarenta jóvenes forman este conjunto, ensayando los fines de semana en el local de la Banda y realizando preciosos y entrañables conciertos que hacen las delicias de su público y sirven de estímulo y de prosperidad a sus miembros.

## Banda Infantil
En el año 2018 se crea la Banda Infantil, también conocida como Peque-Banda, destinada a los alumnos de las clases de instrumento de la asociación menores de 12 años para que se inicien bajo la batuta de un director, fomentar el trabajo en grupo y formar a los músicos para que posteriormente puedan pasar a la Joven Sinfónica.

## ColmeJazz Big Band
Es un grupo heterogéneo de músicos con una pasión en común: el jazz, la música moderna y el swing de los años 20. La Colmejazz Big Band es una banda de jazz en la que se unen la experiencia de músicos profesionales con la ilusión y el amor hacia la música de músicos aficionados. Se trata de un proyecto social que intenta revivir el gusto por el jazz y el swing, y promoverlo entre los jóvenes de edad y espíritu; y al mismo tiempo es un proyecto educativo, ya que los miembros de la banda reciben instrucción en estos estilos.
Sus conciertos son aclamados por la participación del público y la presentación y breve explicación de los temas, pues el proyecto no es otro que dar a conocer esta música tanto a los integrantes como al público asistente.
1. 1 2  «Página oficial de la Banda Sinfónica de Colmenar Viejo».
2. ↑  «Requiem de Mozart en el 503 Aniversario del Privilegio de Villazgo de Colmenar Viejo». 23 de noviembre de 2007.
3. ↑  «Página oficial de la Banda Sinfónica de Colmenar Viejo».
4. ↑  «Página oficial de la Joven Sinfónica de la Banda Sinfónica de Colmenar Viejo».
5. ↑  «Página de facebook de la ColmeJazz Big Band».

### Vídeos
- La Divina Comedia de Robert W. Smith, basada en el libro de Dante, interpretada por la Banda Sinfónica de Colmenar Viejo el 24 de marzo de 2007 en el Auditorio "Villa de Colmenar":
  - El Infierno
  - El Purgatorio
  - La Ascensión
  - El Paraíso

- Réquiem de Mozart, interpretado por la Banda Sinfónica de Colmenar Viejo con la Coral de Colmenar Viejo, el 23 de noviembre de 2007. 
  - Introitus
  - Kyrie
  - Dies Irae
  - Recordare
  - Confutatis
  - Communio

- Concierto por el XXV Aniversario de la Banda Sinfónica de Colmenar Viejo junto a la Banda de Alcalá de Henares y la Banda Lira de Pozuelo de Alarcón y la Coral de Colmenar Viejo, Coro de Profesores del IES 'Rosa Chacel', Coro de la Escuela de Colmenar Viejo y las Chicas de Galapagar, el 16 de junio de 2012
  - Suite de Jazz (March & Waltz N.º 2) - D. Shostakóvich
  - El Camino Real - A. Reed
  - Sinfonía N.º 5 Finale - D. Shostakóvich
  - Marcha Eslava - P. I. Chaikovski
  - Obertura 1812 - P. I. Chaikovski

- Cuentos musicales narrados por Fernando Palacios, dirigido por Miguel Ángel Grau Sapiña.
  - Pedro y el Lobo - S. Prokófiev
  - El día que se marcharon las abejas - Miguel Ángel Grau
  - Un Americano en París - G. Gershwin
  - Las Baquetas de Javier - Fernando Palacios, Arr. Nacho Martínez
  - La Mota de Polvo - Fernando Palacios, Arr. Nacho Martínez

- Datos: Q5718275